# Los supergenios de la Mesa Cuadrada
Los Supergenios de la Mesa Cuadrada fue un programa televisivo mexicano realizado desde 1970 hasta 1973, pero el sketch comenzó originalmente en 1968 en el programa Sábados de la fortuna y finalizó como programa independiente en Chespirito y la Mesa Cuadrada en 1973. Fue creado por Roberto Gómez Bolaños.
Contaba con la actuación de Gómez Bolaños como el Doctor Chespirito Chapatín, María Antonieta de las Nieves como la Mococha Pecochocha, Ramón Valdés como el Ingeniebrio Ramón Valdés y Tirado Alanís y Rubén Aguirre como el Profesor Rubén Aguirre Jirafales y Pando del Morrillo y César Costa como "Capitán Costa Del Ocho".

## Historia
El programa comenzaba con los cinco personajes reunidos en torno a una mesa cuadrada, leyendo cartas de los televidentes y contestándolas con respuestas absurdas y humorísticas.
La frase utilizada por María Antonieta de las Nieves en la presentación del programa fue "problema discutido, problema resolvido".
Los Supergenios de la Mesa Cuadrada tuvo espacio inicialmente dentro del programa Sábados de la Fortuna, el cual se transmitió en el Canal 8 de Televisión Independiente de México (que se fusionaría con Telesistema Mexicano más tarde para formar, entre ambos, Televisa en 1973). 
El programa mostró los primeros pasos a dar por parte del humor propio de Chespirito con personajes ya desarrollados por él y su elenco. Se presentaron por primera vez algunos de los personajes más conocidos, El Doctor Chapatín y El Profesor Jirafales, los cuales estarían presentes a lo largo de casi toda la carrera humorística de Chespirito. 
Sin embargo, durante los primeros meses de 1971, tenía cierto ápice de mucha burla y desazón hacia los integrantes del espectáculo mexicano, debido al muy fuerte contenido en el cual se desarrollaban mucho los chistes y mofas que envolvían a actores, productores, escritores y diferentes personajes del medio artístico. Es así que, a mediados de ese mismo año, dejó de realizarse y dio lugar a la famosa serie Chespirito entre 1970 y 1973 en su primer periodo. Clásico TV (ahora llamado Distrito Comedia) solo transmitió el segundo periodo del programa.
El programa Los Supergenios de la Mesa Cuadrada comenzó como un pequeño sketch dentro del show de concursos y variedades Sábados de la Fortuna en agosto de 1968, transmitido por el Canal 8 de Televisión Independiente de México. Este programa semanal inició en 1966 y era dirigido por el animador Neftalí López Páez. Para ese entonces, Los Supergenios consistía de un breve espacio de entretenimiento de 10 minutos, bajo la producción del cubano Sergio Peña. Roberto Gómez Bolaños era el creador y guionista del segmento cómico, y él mismo se encargó de contratar a su amigo Rubén Aguirre (compañero en los espacios televisivos "El Ciudadano Gómez" y "Doctor Chapatin") y a Ramón Valdés (a quien admiraba Roberto Gómez Bolaños y ya era muy conocido en pequeños papeles de soporte). En un principio, el personaje femenino estuvo a cargo de la actriz estadounidense Bárbara Ransom y después entró en su lugar María Antonieta de las Nieves, para ese entonces una joven de 17 años de edad con una prometedora carrera en la actuación y con experiencia en doblaje de series en inglés. Otro actor que formó parte del elenco brevemente fue el cubano Aníbal de Mar en la conducción del programa, conocido por su trabajo en La Tremenda Corte. Después siendo reemplazado por el actor César Costa que era el que traía las cartas y ocasionalmente las leía era el más gruñón de todos.
Contaba con sólo cinco personajes respondiendo a supuestas preguntas de cartas del público. No se sabe con precisión si algunas de ellas eran enviadas realmente o si eran sólo una parte del libreto, pero eran contestadas de una forma chistosa, y en apariencia, de una forma improvisada. En ocasiones estas respuestas eran simplemente contestadas y otras veces eran actuadas como mini sketches y parodias. El programa se mantuvo con la misma temática simple hasta 1969. De esa época, la gran mayoría de grabaciones se encuentran perdidas, y en general, resulta difícil encontrar capítulos de distintas épocas de la serie.
En agosto de 1970, el show se convirtió en Sábados con Neftalí. Este último nombre sólo duró un par de semanas, porque a mediados de ese mismo mes, llegó a ser conocido como Carrousel con Neftalí, cuando ya el entremés de Los Supergenios había alcanzado un gran éxito televisivo. 
En octubre de 1970, Carrousel con Neftalí fue cancelado, y con el éxito de Los Supergenios, la televisora le dio la oportunidad a Roberto Gómez Bolaños de convertir el sketch en un programa semanal completo, de alrededor de 30 minutos. Con ello, se aumentó la complejidad y la temática de la serie, debido a que hubiera resultado demasiado monótono para el espectador continuar con el estilo original. Aunque seguían apareciendo los mismos cuatro actores, éstos asumían diversos papeles cómicos. 
En 1971 surgieron más sketches, los cuales iban reemplazando a los personajes originales de Los Supergenios. En consecuencia, el nombre del programa cambió a "Chespirito y La Mesa Cuadrada", como una manera de darle un mayor crédito y protagonismo al líder de la serie, aunque el formato se siguió.
La trama de Los Supergenios de la Mesa Cuadrada proponía un cierto contenido de mucha crítica con chistes y burlas que envolvían a actores, productores, escritores y a diferentes personajes del medio artístico mexicano, lo cual provocó un cierto malestar y rechazo en el medio artístico del país. Es así como, a mediados de 1971, dejó de realizarse por completo y el grupo se tomó un breve descanso.
A mediados de 1971, se lanzó el definitivo espacio "Chespirito", con un contenido mucho más liviano de humor blanco, dando fin a Los Supergenios como tal. Con ello, se agregan más sketches como El Ciudadano Gómez y Los Chifladitos como también se mantuvo el mismo elenco y fueron contratados más actores de soporte para personajes adicionales, en abril de 1972, Rubén Aguirre abandonó el elenco temporalmente para trabajar en el Canal 2, al no poder seguir con el sketch de Los Chifladitos, Roberto Gómez decidió hacer uno nuevo y a la postre su más célebre creación, El Chavo del 8, inicialmente con sólo tres actores y la incorporación adicional de Carlos Villagrán, Rubén Aguirre regresó al elenco tiempo despues, y para entonces los sketches de El Chavo del 8 y El Chapulín Colorado eran ya tan populares que se convirtieron en programas independientes, con lo que desapareció el programa "Chespirito" en su primera versión, hasta que regresó en 1980.
A pesar de ello, la primera temporada de ambos programas aún contenían sketches filmados para "Los Supergenios" y "Chespirito" entre 1971 y 1972, compilados a manera de episodios completos de media hora.
El tema musical utilizado (retomado para la conclusión y créditos del Chapulín Colorado entre 1972 a 1975) es un breve extracto de un vals de jazz instrumental del compositor italiano Riz Ortolani, llamada en inglés "A Blessed Event". Se usó íntegramente en la película estadounidense "Buona Sera, Mrs. Campbell" que se estrenó en diciembre de 1968.

## Reparto
- Roberto Gómez Bolaños: Doctor Chespirito Chapatín. Era uno de los conductores del programa, el famoso Dr. Chapatín perteneciente al equipo de los supergenios. Es encarnado por el comediante Chespirito. El Doctor Chapatín tenía sus sketches en el programa de todos los personajes del actor, incluso en El Chapulín Colorado. Sus frases son:

- ¡No más no le doy… porque ya me dio cosa! [Cuando se defiende]
- ¡Ya me dio cosa! [Se siente asustado]
- Ya, tranquila, Mococha Pechocha. [Cuando consuela a María Antonieta de las Nieves cada vez que llora después de que el Profesor Rubén Aguirre le grita]
- Ven acá, Mococha Pechocha. No le haga caso al… [Refiriéndose al Profesor Jirafales]

- María Antonieta de las Nieves: María Antonieta de las Nieves, La Mococha Pechocha (según el Dr. Chapatín). A veces como María Antonieta y La Chilindrina. La más famosa y carismática animadora del programa con cierta actitud en la revisión y lectura de cartas y la única de todo el reparto que sigue viva. Durante el programa, a veces le dicen Marioneta o Mariantonieta. Sus frases son:

- El maistro, Don Rabón Agarra/Rubén Aguirre Jirafúchila. [introducción]
- ¡Mírenlo, ya comenzó a gritarme! ¡Yo mejor me voy a mi casita! [Lo dice llorando cuando el Profesor Jirafales le grita cada vez que ella pronuncia mal su nombre y su apellido]

- Ramón Valdés: Ingeniebrio Ramón Valdés y Tirado Alanís. El más borracho y carismático de los supergenios. Es ingeniero, pero es ebrio, por eso es combinado la palabra Ingeniero y Ebrio, por eso forma ingeniebrio. Es llamado Tirado Alanís por ser ebrio todo el tiempo. Su frase es:

- ¿Qué pasó, qué pasó? ¡Vamos, ay! [siempre que lo fastidian]

- Rubén Aguirre: Profesor Rubén Aguirre y Jirafales Pando del Morrillo y El Shory. El más malhumorado y antipático de los supergenios. El conocido Profesor Jirafales como es en El Chavo del Ocho, formaba parte de los Supergenios, un intelectual que opinaba sobre hechos de la farándula local mexicana. Sus frases son:

- ¡TA-TA-TA-TA-TÁ! [cuando se enoja]
- No se dice maistro, ¡se dice maestro Rubén Aguirre Jirafales! [corrigiendo a María Antonieta a gritos]
- ¡¿Cuál… (apodo), cuál…?! [Cuando el Doctor Chapatín lo insulta y estrangula]

- Aníbal de Mar: Licenciado Aníbal de Mar y Buen rostro. Era el que leía las cartas junto con el resto del grupo.
- Cesar Costa:  Capitan Costa de Rio. Era el que traía y leía las cartas junto con el resto del grupo, es de origen estadounidense con un acento gringo burlón y con un inglés perfecto. Sus frases son:
- Oh Yeah, Man!  [cuando se sorprende]
- Jaguar yu [corrigiendo a Ramón Valdez a gritos]
- Mañana, mañanita [cuando le dice al Doctor Chapatín que se ira].
- Bueno, bueno, malo, malo [refiriéndose al Profesor Jirafales]

Antes de la llegada de María Antonieta de las Nieves, el personaje femenino de los Supergenios era interpretado por la actriz estadounidense Bárbara Ransom, pero ella después abandonaría el elenco por razones personales, forzando a Chespirito a buscar una sustituta.

## Emisión

### Latinoamérica
- México: Canal 8 (1970-1973) y Clásico TV (actualmente Distrito Comedia)
- Argentina: Magic Kids (1999-2000), Canal 9 Libertad y Telefe (junto a sus canales afiliados de este último)
- Colombia: Canal A, Inravisión y DFL Televisión
- Paraguay: Canal 13 RPC y Unicanal
- Perú: Panamericana Televisión y América Televisión